# Gia
Gia, o Xia (Chía en aragonès i en castellà), és una vila i municipi de l'Aragó que es troba a la comarca de la Ribagorça. Pertany a la mancomunitat de l'Alt Éssera. La temperatura mitjana anual és de 9,5° i la precipitació anual, 1200 mm.
Ubicada al SW de la Vall de Benasc, a la dreta del Éssera, al límit lingüístic del català, puix que per la part W i S termeneja amb Barbarons i Seira. S'estén pl vessant E de la serra calcària de Gia (2.512 m a la Serra Vella, 2.367 m a la Collada, 1.810 m. a Raixolí, etc.) des del riu fins a prop del coll de Saünc (1.989 m.), alineació de direcció N-S que a parir del dit coll separa la vall de Castilló de Sos o part S de la de Benasc de la de Barbaruens. Per la part de la de Benasc termeneja per un punt (la Bocona, quadri fini amb Vilanova d'Éssera pels Fenets, la Pandereta, el barranc de Gia, el serral de Santa Quitèria, la Llera i fins a l'Éssera, que constitueix en part el límit amb Castilló de Sos, que es completa vers el S'W per damunt de l'espadat de la dreta del congost de Ventamillo. El terme és drenat pel barranc de Gia, afluent de l'Éssera per la dreta aigua avall del Ru.

## Comunicacions
Gia es comunica amb la carretera C-130, que va a Benasc, per un brancal que surt prop del Ru i que s'enfila pel vessant dret de l'Éssera i constitueix un excel·lent mirador de la vall. Una pista forestal asfaltada de 26 km. comunica la conca de l'Éssera amb la del Cinqueta i Sant Joan de Plan, a través del poble de Gia i pel coll de Saünc.

## Agricultura
El territori conreat se situa entre 1.100 i 1.300 m. d'altura, allargat en el pendent nord-oriental de la serra, a 330 m per damunt de l'umbilic de Castilló de Sos. L'horitzontalitat, el sòl rovinós profund i la permeabilitat convenen millors als cereals, a les patates i als conreus de farratges que als herbatges. Les prades tenen un lloc modest i són reduïdes a la petita valleta que forma el barranc de Gia vers l'Éssera; la humitat d'aquesta contrada més que no pas la irrigació, que es limita a solament a molt poques àrees, explica la presència d'una cinquantena d'àrees de prades que, amb la conversió als anys 1980 en camps d'herbatge, totalitzen no gaire més del 30% del territori conreat. La resta es reparteix en extensions estèrils (menys del 5%); matollar i boscs ocupant el 85% de la superfície total del terme; la part del vessant a sobre del poble, amb altituds més fortes i pendents més pronunciats, es distribueix entre terrenys rocosos, boscatges i boscs resinosos, a excepció d'un modest replà vers els 1.500 m. abans conreat i avui deixat a pasturatges a causa del seu allunyament i dificultosa accessibilitat. Més enllà, sobre els pendents més dolços del vessant meridional, fins alls 1.200 m. trobem en la solana l'essencial dels pasturatges. En total, les quatre parts del terme són ocupades per les pastures adequades per al bestiar oví, mentre que els boscs, tot i les replantacions de finals de segle xx, només ocupen cent i escaigs àrees.

## El paisatge
El terme ofereix un paisatge d'interfluvi que contrasta vivament amb de la ribera, amb zones de conreus despullades, en parcel3les geomètriques obertes o bé envoltades per murets fets en pedra viva a les planes i àdhuc al nord de la població, a lñes etretes terrasses conreades sobre els pendents més acusats. A la valleta de Gia podem veure un quasi bocage, ja que arreu hi ha tanques discontinues de xop i freixes. Fora dels indrets cultivats predomina el matollar.
Als afores i abans d'arribar a Gia, en un turó des d'on es pot veure tota la Vall de Benasc, hi ha el santuari de la Mare de Déu Trobada, la qual és centre d'un notable culte religiós i romeries; la festa se celebra el 8 de setembre i la llegenda diu que vers l'any 1300 la imatge de la Mare de Déu, de fusta policromada, va ser trobada per uns pastors en una cova. A un quart d'hora de la població es veuen dues fonts i al fons de la vall, al mig de grans prades de sega, les típiques bordes. Gia conserva les tradicions de plantar l'arbre al mig de la plaça, entorn de la qual es balla tocant les castanyetes el dia de la festa major, que és el 8 de setembre, i la santjoanada, amb recollida d'espígol per espantar les boires quan trona.

## La col·lectivitat
Els béns col·lectius, repartits entre el municipi (75&), en relació amb la superfície del municipi representen el 84%, alhora que la superfície conreada constitueix el 64% dels béns individuals. El nombre mitjà de parcel·les per explotació és de 16'6, malgrat la concentració de finals de segle xx. En el règim de tinença predomina la propietat i les terres arrendades gairebé són una vintena d'àrees (o'8%).

## La ramaderia
Fora de les terres conreades, les pastures ocupen més del 75% de la superfície. Així la ramaderia ha estat tradicionalment l'activitat principal. La evolució econòmica dels anys 1970/80 va desplaçar el bestiar oví a un darrera terme, mentre que el vacum de 112 caps el 1950 va passar a prop de 400 els anys 1980 distribuïts en prop d'una trentena d'explotacions de les quals ni havia tres amb un 25% de caps i la resta es distribuïen la resta; Així doncs, el conreu predominant són els farratges (67% prats de sega, 13% trèvol, 20% alfals) i els cereals pràcticament van desaparèixer a finals del segle xx. La producció de llet s'orienta vers el dipòsit secundari de Castilló de Sos, en cooperativa.

## Serveis
L'equipament de serveis el fa clarament dependent de Castilló de Sos.

## Demografia
Gia va oscil·lar entre 38 i 39 famílies entre 1495 i el 1713. El 1787 tenia 305 habitants i va arribar a un màxim de 426 el 1860; després començà la clàssica i continuada davallada; 356 el 1900; 242 el 1930; 201 el 1960; 165 el 197; 133 el 1981 i així avall fins als 80 h. de 2020.

## Disposició urbana

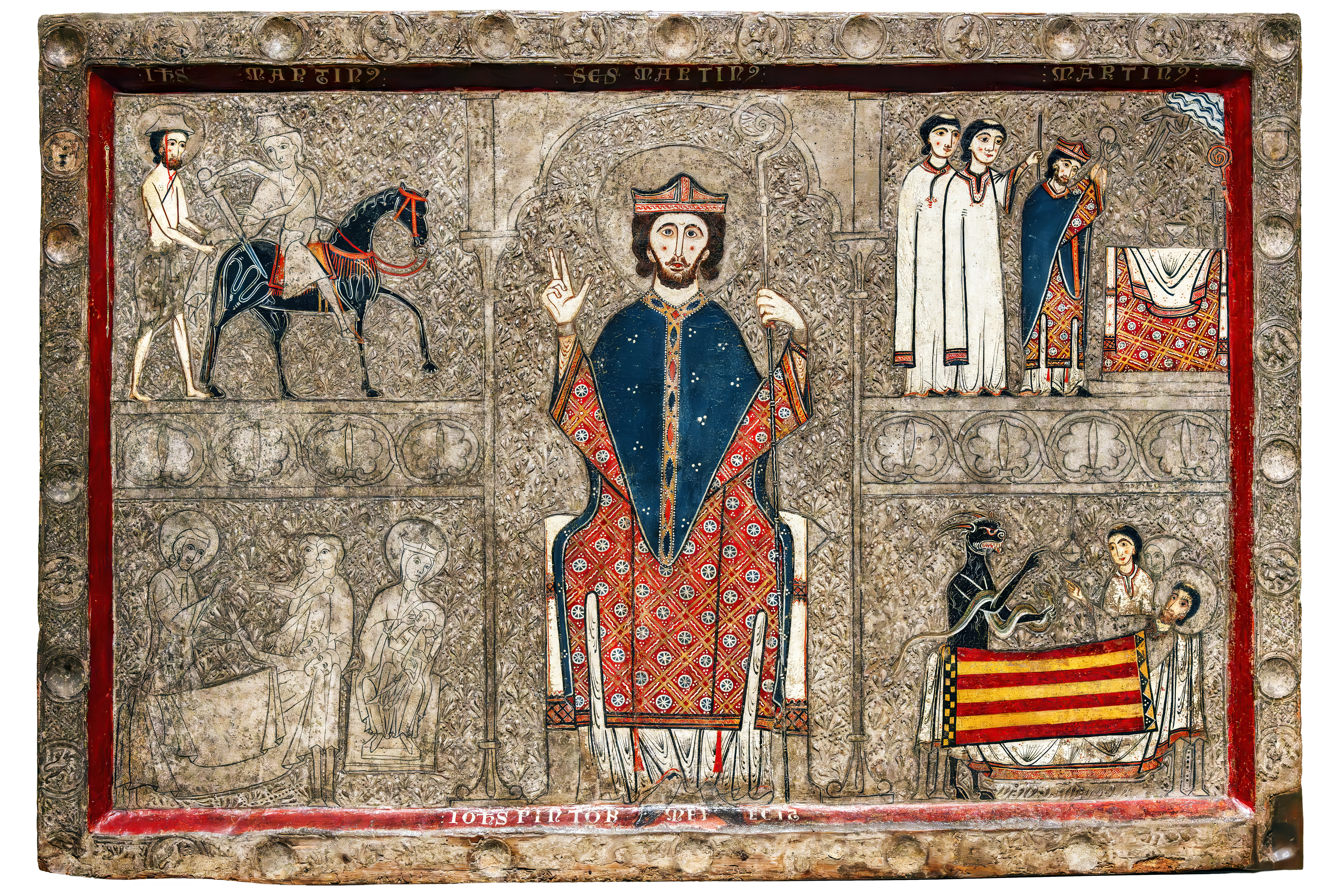
Frontal d'altar de Gia

L'església de Sant Martí, d'estil romànic, tenia un destacat frontal d'altar amb escenes de la vida del sant, del segle xiii, actualment al Museu Nacional d'Art de Catalunya.
La disposició homogènia dels terrenys de conreu, emplaçats al bell mig del terme, ha afavorit la concentració de l'hàbitat en un sol nucli d'habitació, a 1.221 m d'altitud. La vila de Gia o Chía, a l'esquerra del mencionat barranc i adossada a la solana de la valleta, resguardad dels vents del nord, és entorn d'una petita plaça on va a parar els estrets carrers. A la vila de Gia abunden les obscures cases de pedra amb les tradicionals xemeneies gruixudes. Tem enrere era de senyoria eclesiàstica des que el rei Pere I d'Aragó, complint la promesa feta a la batalla d'Alcoraç va donar la vila al priorat de Santa Maria i Sant Pere de Taverna (1099). Avui té dues esglésies; la parroquial, dedicada a Sant Vicenç, i la de Sant Martí, temple romànic del segle xii, la part alta del poble, a tocar de la mansió fortificada dels Nerin-Mora.
Al Museu d'Art de Catalunya es va guardar el frontal de l'altar d'aquesta església, També dedicat a sant Martí, del segle xiii i pintat sobre fusta del pintor Joan, que signa dins un arcaisme tardo-romànic.